# Caspar Henderson
Caspar Henderson (Londra, 1963) è uno scrittore e giornalista britannico.

## Biografia
Nato e cresciuto a Londra, Henderson ha studiato alla Westminster School e al Corpus Christi College di Cambridge.
Ha scritto per Financial Times, The Guardian, Nature, New Scientist e openDemocracy, e ha curato un programma su BBC Radio 4.
Il suo Il libro degli esseri a malapena immaginabili è stato premiato dalla Society of Authors nel 2009 dalla Royal Society of Literature nel 2010, mentre era ancora in fase di sviluppo. È stato pubblicato nell’ottobre 2012 e nel 2013 è stato finalista al Royal Society Winton Prize for Science Books.

## Opere
- Our Fragile World (2006)
- Il libro degli esseri a malapena immaginabili (Book of Barely Imagined Beings: A 21st Century Bestiary, 2012)
- A New Map of Wonders (2017)
- Cosmofonia (A Book of Noises, 2023)[4]